# Gert Nilsson (teolog)
Gert Nilsson, teolog, född 1935, är präst i Svenska kyrkan, teologie doktor och docent i etik vid Lunds universitet.
Nilsson disputerade 1976 på en doktorsavhandling om försoningstanken enligt Otto Möller och Gustaf Aulén. Han har varit församlingspräst i Lunds stift samt har innehaft forskartjänst i teologi och etik vid Svenska kyrkans forskningsråd i Uppsala.